# Синица (приток Южного Буга)
Синица (укр. Синиця) — река, протекающая по территории Черкасской и Кировоградской областей Украины, является левым притоком реки Южного Буга.

## Гидрография
Питание дождевое и снеговое, наблюдается летняя и зимняя межени. У населённого пункта Шамраево вблизи города Благовещенское разливается, протекая по заливным лугам, используемым для выпаса скота.

## Флора и фауна
Берега реки покрыты густым камышом, в которых много водоплавающей птицы, водятся ондатра, по берегам лиса и заяц. Является излюбленным местом охоты и рыбалки.